# Skrzyszów (województwo świętokrzyskie)
Skrzyszów – wieś w Polsce położona w województwie świętokrzyskim, w powiecie koneckim, w gminie Gowarczów.
| SIMC    | Nazwa  | Rodzaj    |
| ------- | ------ | --------- |
| 0620910 | Błonia | część wsi |
| 0620926 | Piaski | część wsi |

W latach 1975–1998 miejscowość położona była w województwie radomskim.
Wierni kościoła rzymskokatolickiego należą do parafii Świętych Apostołów Piotra i Pawła w Gowarczowie.

## Historia
Skrzyszów wieś włościańska, powiat konecki, gmina i parafia Gowarczów, odległy od Końskich 12 wiorst. 
Wieś osadzona w wieku XV.
W połowie XV w Skrzyszów, wieś w parafii Gowarczów, była własnością Zuzanny Magieronis herbu Rawa, miała łany kmiece, z których dziesięcinę snopową i konopną, wartości 12 grzyw., płacono scholasteryi sandomierskiej.

Karczma z rolą, 2 zagrody i puste role płaciły scholasteryi dziesięcinę „in gonithwain" (Długosz, L. B., 1, 335). 
 
Wspomina Skrzyszów. Lib. Ben. Laskiego (I, 685). W 1508 r. Skrzyszów. i 8 innych wsi należących do Szmigielskich płaciły poboru 14 grzywien. 

W r. 1577 Rozrzazowscy płacili tu od 11 1/2 łana (Pawiński, Malop., 284, 480) 

W 1827 r. było w Skrzyszowie 17 domów, 122 mieszkańców. 

W 1882 posiadał Skrzyszów 26 domów., 155 mieszkańców, 324 mórg ziemi (1 mórg dworskich).